# 9267 Lokrume
9267 Lokrume è un asteroide della fascia principale. Scoperto nel 1978, presenta un'orbita caratterizzata da un semiasse maggiore pari a 2,9299317 au e da un'eccentricità di 0,0970307, inclinata di 2,93003° rispetto all'eclittica.
L'asteroide è dedicato all'omonima località svedese.